# 최근, 여동생의 상태가 조금 이상한 것 같다만
《최근, 여동생의 상태가 조금 이상한 것 같다만》(일본어: 最近、妹のようすがちょっとおかしいんだが。 사이킨 이모토노 요스가 좃토 오카시인다가[*])은 마츠자와 마리가 지은 일본의 만화다. 후지미 쇼보의 월간 드래곤 에이지에 2010년 12월호부터 2016년 6월호까지 연재되었다. 약칭은 이모쵸(妹ちょ). 동명의 텔레비전 애니메이션이 2014년 1월부터 3월까지 방영되었고, 같은해 5월에 실사영화가 개봉되었다.

## 줄거리
이 작품은 로맨스 코미디다. 칸자키 미츠키라는 소녀는 부모님의 재혼으로 양오빠인 유야와 함께 살게 된다. 어느 날, 미츠키는 자신이 귀신이라고 주장하는 어린 소녀인 코토부키 히요리에게 마음이 홀리게 된다. 따라서 히요리에 의해 강제로 정조대가 채워지게 된다. 히요리는 유야에게 사랑에 빠져서 천국의 문으로 다가가려고 한다. 이에 히요리는 미츠키에게 오빠에게 애정행각을 하여 사랑이 극에 달하도록 할 것을 주문하면서 정조대의 게이지가 다 차지 못하면 풀 수 없다고 위협한다.

## 등장인물
칸자키 미츠키(일본어: 神前 美月)
성우 - 하시모토 치나미(애니메이션)
주인공. 어머니의 재혼으로 인해 새오빠 유야와 살고 있다. 친부와 나쁜 관계를 가지고 있었기 때문에 어떠한 예외도 없이 모든 남자들에게 차갑게 대한다. 그는 히요리의 유령에 홀려서 유야와 "사랑이 가득가득한" 경험을 하는 것을 강요받고 있다. 히요리가 말하기를 만약 그렇게 하지 않으면 미츠키는 죽어서 그녀와 함께 지옥에 가게 될 것이라고 한다. 히요리가 그녀의 몸을 빼앗으면서 그녀는 정조대를 차게 되는데, 목욕할 때나 화장실에서, 또는 "꼭 필요한 순간"애만 벗을 수 있고 그 순간이 지나면 다시 입혀진다. 라이브 액션 영화에서는 하시모토 텐카가 연기한다.
칸자키 유야(일본어: 神前 夕哉)
성우 - 마지마 준지/Lynn(어린 시절)
미츠키의 새오빠이며 일반적인 강남구의 고교생이다. 유야의 목표는 그녀의 새 여동생과 좋은 남매 관계를 갖는 것이다.
코토부키 히요리(일본어: 寿 日和)
성우 - 오구라 유이
죽은 소녀의 천사로 미츠키에게 옮아 있다. 살아 있었을 때 기억 중 기억하는 유일한 것은 자신이 유야를 사랑했다는 것이다. 사실 히요리는 자신의 실제 이름이 아니라는 것이 밝혀진다.
키리타니 유키나(일본어: 桐谷 雪那)
성우 - 카네모토 히사코
유야와 어릴 때부터 친하게 지내온 사이다. 그들이 어렸을 때 그녀는 마치 유야의 누나 같은 존재였다. 유령을 보는 능력을 가지고 있다.

## 서적 정보

### 단행본 (발행소: 후지미 쇼보)
| 권수        | 발매일           | ISBN                   | 초출                                  |
| ----------- | ---------------- | ---------------------- | ------------------------------------- |
| 1           | 2011년 8월 9일   | ISBN 978-4-04-712742-5 | 월간 드래곤 에이지 10년 12월~11년 4월 |
| 2           | 2012년 1월 7일   | ISBN 978-4-04-712774-6 | 월간 드래곤 에이지 11년 5월~10월      |
| 3           | 2012년 6월 9일   | ISBN 978-4-04-712805-7 | 월간 드래곤 에이지 11년 11월~12년 4월 |
| 4           | 2012년 12월 7일  | ISBN 978-4-04-712843-9 | 월간 드래곤 에이지 12년 5월~10월      |
| 5           | 2013년 6월 8일   | ISBN 978-4-04-712878-1 | 월간 드래곤 에이지 12년 11월~13년 4월 |
| 6*          | 2013년 12월 25일 | ISBN 978-4-04-712887-3 | 월간 드래곤 에이지 13년 5월~10월      |
| 6 (통상판)  | 2014년 1월 9일   | ISBN 978-4-04-712995-5 | 월간 드래곤 에이지 13년 5월~10월      |
| 7 (BD 한정) | 2014년 6월 30일  | ISBN 978-4-04-070018-2 |                                       |
| 7 (통상판)  | 2014년 7월 9일   | ISBN 978-4-04-070255-1 |                                       |
| 8           | 2015년 2월 6일   | ISBN 978-4-04-070501-9 |                                       |
| 9           | 2015년 7월 9일   | ISBN 978-4-04-070633-7 |                                       |
| 10          | 2016년 1월 9일   | ISBN 978-4-04-070801-0 |                                       |
| 11          | 2016년 7월 9일   | ISBN 978-4-04-070953-6 |                                       |

- 6* D4 시리즈 러버 스트랩 컬렉션 3종 세트 부록 한정판

### 노벨화
- 후지미 판타지아 문고에서 간행. 저자는 미카즈키 코게츠.

| 타이틀                     | 발행일          | ISBN                   |
| -------------------------- | --------------- | ---------------------- |
| 아니, 상당히 위험한 학원제 | 2014년 1월 18일 | ISBN 978-4-04-070012-0 |

## 애니메이션
| 원작                 | 마츠자와 마리                                                      |
| 감독                 | 하타 히로유키                                                      |
| 시리즈 구성·시나리오 | 쿠라타 히데유키                                                    |
| 캐릭터 디자인        | 스즈키 후토시                                                      |
| 프롭 디자인          | 나카가와 히로미                                                    |
| 색채 설계            | 스즈키 요코                                                        |
| 미술 감독            | 타나베 히로코                                                      |
| CG 라인 디렉터       | 하마무라 토시로                                                    |
| 촬영 감독            | 히로오카 가쿠                                                      |
| 편집                 | 츠보네 켄타로                                                      |
| 음향 감독            | 모토야마 사토시                                                    |
| 음악                 | 나카니시 료스케                                                    |
| 프로듀서             | 나카무라 마코토 타나카 신사쿠 우스이 히사토 文宣惠 이와시타 유키에 |
| 제작 프로듀서        | 코타니 사토시                                                      |
| 애니메이션 프로듀스  | 사토미 테츠로                                                      |
| 애니메이션 제작      | project No.9                                                       |
| 製作                 | 이모쵸 제작위원회                                                  |

텔레비전 애니메이션은 2014년 1월 4일부터 3월 26일까지 TOKYO MX와 선 TV에 의해 방영되었다. 또, BS11과 AT-X에서도 방영되며 Crunchroll에서는 영어 자막과 함께 스트리밍 서비스 중이다.
애니메이션화는 2012년 12월 4일에 발표되었다. 이 시점에서는 매체 등 상세는 밝혀지지 않았지만, 2013년 11월 9일에는 텔레비전 애니메이션으로서 2014년 1월부터 방송 예정인 것이나 메인 캐스트가 발표 되었다.
감독은 project No.9 스튜디오의 하타 히로유키가 담당하였고 각본은 쿠라타 히데유키, 음악은 나카니시 료스케가 담당하였다. 오리지널 에피소드는 만화책 제 7권의 한정판에 부록의 형태로 블루레이로 배포될 예정인데, 2014년 4월 14일로 예정되어 있다. 또한, 여고생의 자위행위 같은 성적인 묘사가 중고등학생의 시청이 가능한 오후 10시 30분 시간대에 방영되던 것이 방송윤리・방송향상기구(放送倫理・番組向上機構)의 검토 이후에 항의를 받아들여 5화부터 TOKYO MX는 이제 화요일 25시 30분(수요일 오전 1시 30분)에 방영하고, 선 TV는 이제 토요일 26시(일요일 오전 2시)에 방영한다.

### 주제가
오프닝 테마 「BINKAN♡어텐션」
작사 - 코다마 사오리 / 작곡・편곡 - 타카다 쿄 / 노래 - 칸자키 미츠키 (하시모토 치나미), 코토부키 히요리 (오구라 유이), 키리타니 유키나 (카네모토 히사코)
엔딩 테마 「Charming Do!」 (제 1화 - 제 11화, OVA)
작사 - 이소가이 요시에 / 작곡・편곡 - 오쿠이 코우스케 / 노래 - 오구라 유이
OVA에서만 효과음이 추가되었다.

### 방영 목록
예고는 매회 1명이 전 캐릭터를 연기하고 있다.
| 화수         | 제목                                                        | 그림 콘티                         | 연출                            | 작화 감독                                                                       | 총작화 감독                     | 방송일   |
| ------------ | ----------------------------------------------------------- | --------------------------------- | ------------------------------- | ------------------------------------------------------------------------------- | ------------------------------- | -------- |
| 제1화        | 美月SOS 미츠키 SOS                                          | 하타 히로유키                     | 하타 히로유키                   | 스즈키 후토시 타니구치 모토히로                                                 | 스즈키 후토시                   | 1월 4일  |
| 제2화        | 嵐の中で輝いて 폭풍 속에서 빛나다                           | 히이로 유키나                     | 히이로 유키나                   | 히라마키 다이스케 타니 케이지                                                   | 스즈키 후토시                   | 1월 11일 |
| 제3화        | たわわな果実 무거운 과실                                    | 쿠메 카즈나리                     | 마츠무라 야스히로               | 미야타 루미                                                                     | 타니구치 모토히로               | 1월 18일 |
| 제4화        | ハートキャッチ日和ちゃん 하트 캐치 히요리                   | 하타 히로유키 시바타 아키히사     | 시바타 아키히사                 | 타니구치 모토히로                                                               | 타니구치 모토히로               | 1월 25일 |
| 제5화        | いけないボディ・スナッチャー 고약한 시체 도둑               | 히라마키 다이스케                 | 이와타 카즈야                   | 히라마키 다이스케                                                               | 스즈키 후토시                   | 2월 4일  |
| 제6화        | おお! 幽霊人間 오! 유령 인간                                | 코바야시 아츠시                   | 코바야시 아츠시                 | 핫토리 켄지 야마구치 아스카                                                     | 타니구치 모토히로               | 2월 11일 |
| 제7화        | てさぐり? 部活もの 더듬기? 동아리 활동                      | 하타 히로유키                     | 호타니 타케조                   | 히다카 마유미 타케다 카오루                                                     | 스즈키 후토시                   | 2월 18일 |
| 제8화        | 二人きりの水族館 두 사람만의 수족관                         | 사사키 신야                       | 사사키 신야 마츠무라 야스히로   | 핫토리 켄지 미야타 루미                                                         | 타니구치 모토히로               | 2월 25일 |
| 제9화        | バトルヒーター&料理の鉄人 배틀 히터와 요리의 달인           | 우에하라 히데아키                 | 우에하라 히데아키               | 테지마 유토 토리야마 후유미                                                     | 타니구치 모토히로               | 3월 4일  |
| 제10화       | 神前美月は静かに暮らしたい 칸자키 미츠키는 조용히 살고 싶다 | 스기야마 케이이치                 | 오유남                          | 남형식 박이남 김봉덕                                                            | 스즈키 후토시 타니구치 모토히로 | 3월 11일 |
| 제11화       | ゴースト〜入浴の幻〜 고스트 ~온천의 환상~                   | 후카자와 마나부 히라마키 다이스케 | 이와타 카즈야 히라마키 다이스케 | 타니구치 모토히로 나카가와 히로미 사쿠라이 츠카사 스즈키 아야노 코바야시 아케미 | 타니구치 모토히로               | 3월 18일 |
| 제12화       | さよなら日和ちゃん 안녕, 히요리                             | 하타 히로유키                     | 하타 히로유키                   | 타케우치 아키라 타케다 카오루 히다카 마유미 하라 유키                           | 스즈키 후토시 타니구치 모토히로 | 3월 25일 |
| 제13화 (OVA) | 萌亜の初恋メモリー? 16年目のハッピークリスマス              | 무로이 후미에                     | 히라마키 다이스케               | 임채덕 아이사카 나오키                                                          | 스즈키 후토시 타니구치 모토히로 | -        |

### BD / DVD
| 권수 | 발매일          | 수록화            | 규격품번  | 규격품번  |
| 권수 | 발매일          | 수록화            | BD        | DVD       |
| ---- | --------------- | ----------------- | --------- | --------- |
| 1    | 2014년 3월 26일 | 제 1화 - 제 2화   | MFXN-0019 | MFBN-0013 |
| 2    | 2014년 4월 25일 | 제 3화 - 제 4화   | MFXN-0020 | MFBN-0014 |
| 3    | 2014년 5월 28일 | 제 5화 - 제 6화   | MFXN-0021 | MFBN-0015 |
| 4    | 2014년 6월 25일 | 제 7화 - 제 8화   | MFXN-0022 | MFBN-0016 |
| 5    | 2014년 7월 30일 | 제 9화 - 제 10화  | MFXN-0023 | MFBN-0017 |
| 6    | 2014년 8월 27일 | 제 11화 - 제 12화 | MFXN-0024 | MFBN-0018 |

### 라디오
이모쵸 라지오라는 제목으로 라디오 오사카에서 2014년 1월 8일부터 1월 29일까지 매주 수요일, 2월 7일부터 6월 13일까지 매주 금요일에 방송되었다. 인터넷 전송에서는 HiBiKi Radio Station에서 2013년 12월 26일에 선행 배포(제0회), 2014년 1월 9일부터 1월 30일까지 매주 목요일, 2월 8일부터 6월 14일까지 매주 토요일에 배포되었다. 총 23회. 출연은 하시모토 치나미(칸자키 미츠키 역)와 카네모토 히사코(키리타니 유키나 역).

### 내용주
1. ↑  프론티어 웍스, KADOKAWA, 쇼게이트, 부시로드, 란티스.

### 참조주
1. ↑  “少年のキノコがぽろり、エイジ新連載「ましゅマジ!」”. 《コミックナタリー》. 2013년 11월 6일에 확인함.
2. ↑  “映画「最近、妹のようすがちょっとおかしいんだが」公式サイト” (일본어). 실사영화 공식사이트. 2014년 10월 29일에 원본 문서에서 보존된 문서. 2014년 10월 29일에 확인함.
3. ↑  “Crunchyroll to Stream Recently, My Sister is Unusual Anime”. Anime News Network. 2013년 12월 27일. 2014년 1월 6일에 확인함.
4. ↑  “松沢まりの兄妹ラブコメ「最近、妹のようすが〜」アニメ化”. 《コミックナタリー》. ナターシャ. 2012년 12월 4일. 2014년 3월 25일에 확인함.
5. ↑  “アニメ「最近、妹のようすが〜」に小倉唯ら、主演は新人”. 《コミックナタリー》. ナターシャ. 2013년 11월 9일. 2014년 3월 25일에 확인함.
6. ↑  “Recently, my sister is unusual/ImoCho Manga to Bundle Anime”. Anime News Network. 2013년 12월 11일. 2014년 1월 7일에 확인함.
7. ↑  Recently, my sister is unusual Moves Timeslots After Watchdog Group's Notice, 아니메 뉴스 네트워크, 2014년 1월 29일, 2014년 2월 1일 확인
8. ↑  TVアニメ妹ちょ公式 [imocyo_anime] (2014년 1월 11일). “もう、お気づきの方も多いと思いますが、予告は毎回一人の方が全キャラを演じていただくやり方になってます。第1話についてた予告は間島さん、第2話は橋本さんとアフレコの日に突然指名される為、役者の皆さんの緊張感も半端ありません。次回はどなたがやられるかはご覧になって確認してくださいね。” (트윗). 2021년 9월 14일에 확인함.